# Rhiscosomides malcomi
Rhiscosomides malcomi är en mångfotingart som beskrevs av Shear 1973. Rhiscosomides malcomi ingår i släktet Rhiscosomides och familjen Rhiscosomididae. Inga underarter finns listade i Catalogue of Life.